# Limenitis weidemeyerii
Espèce
Limenitis weidemeyerii est une espèce nord-américaine de lépidoptères de la famille des Nymphalidae et de la sous-famille des Limenitidinae.

## Description

### Papillon
L'imago de Limenitis weidemeyerii est un grand papillon d'envergure variable, de 57 à 95 mm. 
Le dessus des ailes est noir barré d'une large bande blanche, avec quelques taches blanches près de l'apex des antérieures et une rangée marginale de petits points blancs.
Le revers est marron, barré de la même large bande blanche que le dessus,.

### Chenille
La chenille est blanche, marbrée de gris avec une tache brune en forme de selle.

## Biologie

### Période de vol et hivernation
Au Canada, l'espèce vole en une génération en juin et juillet. Plus au sud, elle vole en une ou deux générations entre juin et septembre.
Elle hiverne au troisième stade larvaire.

### Plantes-hôtes
Les plantes-hôtes de sa chenille sont des Salix (saules), des Populus (peupliers) ainsi que des Holodiscus et des amélanchiers.

### Hybridation
Limenitis weidemeyerii peut localement s'hybrider avec Limenitis lorquini.

## Distribution et biotopes
L'espèce est présente dans l'Ouest de l'Amérique du Nord, principalement aux États-Unis (Montana, Oregon, Idaho, Wyoming, Dakota du Nord, Dakota du Sud, Nevada, Utah, Arizona, Nebraska, Californie et Nouveau-Mexique), mais aussi au Canada, dans le Sud-Est de l'Alberta.
Elle réside principalement dans les forêts.

## Systématique
L'espèce Limenitis weidemeyerii a été décrite sous ce nom par l'entomologiste américain William Henry Edwards en 1861.
Au sein du genre Limenitis, elle fait partie du groupe Basilarchia, considéré par certains auteurs comme un genre distinct.
On recense les synonymes suivants :
- Basilarchia weidemeyerii (Edwards, 1861)
- Basilarchia nigerrima Cockerell, 1927
- Basilarchia weidechippus Cross, 1936

### Sous-espèces
Plusieurs sous-espèces ont été décrites, :
- Limenitis weidemeyerii weidemeyerii Edwards, 1861
- Limenitis weidemeyerii angustifascia (Barnes & McDunnough, 1912) — Arizona
- Limenitis weidemeyerii latifascia Perkins & Perkins, 1967
- Limenitis weidemeyerii nevadae (Barnes & Benjamin, 1924) — Nevada
- Limenitis weidemeyerii oberfoelli Brown, 1960 — Dakota du Nord, Canada (Alberta).
- Limenitis weidemeyerii siennafascia Austin & Mullins, 1984 — Arizona

## Noms vernaculaires
L'espèce est appelée Weidemeyer's Admiral en anglais.

## Protection
L'espèce n'a pas de statut de protection particulier.